# Municipio de Pony Gulch
El municipio de Pony Gulch (en inglés: Pony Gulch Township) es un municipio ubicado en el condado de Wells en el estado estadounidense de Dakota del Norte. En el año 2010 tenía una población de 45 habitantes y una densidad poblacional de 0,49 personas por kilómetro cuadrado.

## Geografía
El municipio de Pony Gulch se encuentra ubicado en las coordenadas 47°37′30″N 99°57′57″O / 47.62500, -99.96583. Según la Oficina del Censo de los Estados Unidos, el municipio tiene una superficie total de 90.97 km², de la cual 90.93 km² corresponden a tierra firme y (0.05 %) 0.05 km² es agua.

## Demografía
Según el censo de 2010, había 45 personas residiendo en el municipio de Pony Gulch. La densidad de población era de 0,49 hab./km². De los 45 habitantes, el municipio de Pony Gulch estaba compuesto por el 100 % blancos, el 0 % eran afroamericanos, el 0 % eran amerindios, el 0 % eran asiáticos, el 0 % eran isleños del Pacífico, el 0 % eran de otras razas y el 0 % pertenecían a dos o más razas. Del total de la población el 0 % eran hispanos o latinos de cualquier raza.